# Litgrid

Schemat sieci przesyłowych wysokiego napięcia na Litwie

Litgrid – litewskie przedsiębiorstwo energetyczne i operator systemu przesyłowego na Litwie. Jest właścicielem litewskiej giełdy energetyczne BaltPool.
Firma została zarejestrowana 16 listopada 2010. W latach 2010–11 przejęła od Lietuvos Energija własność sieci przesyłowej energii na terenie Litwy. Było to spowodowane przyjęciem w 2009 trzeciego paktu energetycznego UE, wymuszającego oddzielenie własnościowe producentów energii od sieci przesyłowych.
W lutym 2025 zatrudnienie wynosiło 459 osób.

## Synchronizacja sieci Litgrid
Litewska sieć przesyłowa byłą częścią poradzieckiej sieci elektroenergetycznej IPS/UPS na podstawie porozumienia BRELL (nazwa od pierwszych liter nazw Białorusi, Rosji, Estonii, Litwy i Łotwy). 27 maja 2019 w Brukseli podpisano porozumienie w sprawie synchronizacji systemu elektroenergetycznego krajów bałtyckich z sieciami europejskimi, które zawierało plan działań i kluczowe projekty do 2025. Koszt tych prac oszacowano na 1,6 miliarda euro, z czego UE finansuje ponad 1 miliard euro. Pomoc techniczną państwa bałtyckie dostały z państw Unii Europejskiej a także z USA i Wielkiej Brytanii. Synchronizacja wymagała nie tylko budowy nowych połączeń, ale także wzmocnienia wewnętrznych sieci przesyłu energii elektrycznej, przygotowania systemów do odłączenia od sieci IPS/UPS i niezależnej regulacji częstotliwości. W 2019 rząd litewski zatwierdził listę 14 projektów synchronizacyjnych, wśród nich budowę połączenia Harmony Link z Polską, rozbudowę istniejącego połączenia LitPol Link poprzez przystosowanie go do pracy w trybie synchronicznym.
Litgrid w ramach dziesięciogodzinnych testów 22 kwietnia 2023 odłączył litewską sieć energetyczną od systemu pierścieniowego BRELL. W tym czasie potrzebna energia elektryczna pochodziła wyłącznie ze źródeł krajowych lub była importowana ze Szwecji za pośrednictwem NordBalt oraz z Polski za pośrednictwem LitPol Link. Po udanym teście, w obliczu trwającej wojny Rosji z Ukrainą, rząd Litwy próbował przekonać przedstawicieli Łotwy i Estonii do wcześniejszego przełączenia synchronizacji sieci z BRELL do sieci europejskich. Te propozycje nie zostały jednak uwzględnione, prawdopodobnie ze względu na zbyt małe zaawansowanie prac po stronie łotewskiej i estońskiej.
16 lipca 2024 operatorzy sieci trzech państw bałtyckich: Litgrid, AST (Łotwa) i Elering (Estonia), oficjalnie powiadomiły Rosję i Białoruś o wycofaniu się z umowy BRELL z dniem 7 lutego 2025. Państwa bałtyckie miały technicznie odłączyć się od IPS/UPS następnego dnia. W Wilnie 1 listopada 2024 rozpoczął odliczanie 9 metrowy zegar.
8 lutego 2025 o godzinie 6:40 wyłączono połączenie Litgrid z obwodem królewieckim, o 7:30  wyłączono linie przesyłowe pomiędzy siecią Litgrid a siecią na Białorusi. O 9:09 wszystkie połączenia energetyczne trzech republik bałtyckich z siecią elektroenergetyczną IPS/UPS i rozpoczęły jednodniową pracę izolowaną. Następnego dnia o 13:05 sieć została zsynchronizowana z siecią energetyczną UE przez połączenie LitPol Link z Polską.